# Astragalus lhorongensis
Astragalus lhorongensis är en ärtväxtart som beskrevs av Pei Chun Qiong Li och C.C.Ni. Astragalus lhorongensis ingår i släktet vedlar, och familjen ärtväxter. Inga underarter finns listade i Catalogue of Life.